# Pepa Aniorte
Josefina Aniorte Villalgordo (Orihuela, 6 de septiembre de 1972), conocida como Pepa Aniorte, es una actriz y cantante española.

## Biografía
Nacida en Orihuela, pero murciana de adopción, su familia se trasladó a Murcia cuando ella iba a cumplir los cuatro años y, desde entonces, permanece afincada en la ciudad.
Se inició en el ámbito cinematográfico con películas como Princesas y Camarón, ambas en 2005. Entre sus trabajos televisivos destaca su colaboración en Los Serrano, Hospital Central, El comisario, Al filo de la ley o Águila Roja.
Se anunció su fichaje por la miniserie de telecinco, Lo que escondían sus ojos la señora de Señora de Meirás, Carmen Polo, y en 2017 se incorpora a la nueva serie diaria de La 1, Servir y proteger interpretando a la dueña del bar La Parra María López.
En el año 2017, estrenó la serie El incidente, donde interpretaba a Alicia Riquelme, grabada tres años antes, en 2014. En este mismo año fichó como concursante de la sexta edición de Tu cara me suena.
En 2023 se anuncia que se incorpora a la segunda temporada de 4 estrellas. en 2024 se Confirma que participara en la segunda temporada de sueños de libertad.
En 2010 recibió el Premio FICC y en 2018, el premio Pilar de Honor.
Hija Adoptiva del municipio de Murcia desde mayo de 1999.

## Filmografía

### Películas
| Año  | Título                      | Personaje                   | Dirección                      |
| ---- | --------------------------- | --------------------------- | ------------------------------ |
| 2000 | Princesas                   | Alicia                      | Fernando León de Aranoa        |
| 2000 | Camarón                     | Pepa «prima de "La chispa"» | Jaime Chávarri                 |
| 2006 | Volver                      | Vecina                      | Pedro Almodóvar                |
| 2006 | El camino de los ingleses   | Fonseca                     | Antonio Banderas               |
| 2007 | Clandestinos                | Marta                       | Antonio Hens                   |
| 2008 | Rivales                     | Pepa                        | Fernando Colomo                |
| 2008 | El patio de mi cárcel       | Francisca                   | Belén Macías                   |
| 2009 | Gordos                      | Ginecóloga                  | Daniel Sánchez Arévalo         |
| 2011 | Águila Roja: la película    | Catalina «Cata» del Valle   | José Ramón Ayerra              |
| 2011 | Lo contrario al amor        | Vidente                     | Vicente Villanueva             |
| 2015 | Palmeras en la nieve        | Mariana                     | Fernando González Molina       |
| 2016 | Cuerpo de élite             | Agente Camacho              | Joaquín Mazón                  |
| 2016 | Rumbos                      | Fany                        | Manuela Burló Moreno           |
| 2017 | Regreso al horizonte        | Lucía                       | Juan Manuel Chumilla-Carbajosa |
| 2017 | La higuera de los bastardos | Cipriana                    | Ana Murugarren                 |
| 2018 | Mi querida cofradía         | Beatriz                     | Marta Díaz de Lope Díaz        |
| 2021 | La familia perfecta         | Amparo Pérez Soria          | Arantxa Echevarría             |
| 2023 | Los buenos modales          | Trinidad «Trini»            | Marta Díaz de Lope Díaz        |
| 2024 | Políticamente incorrectos   | Cristina López              | Arantxa Echevarría             |

### Series de televisión
| Año           | Título                             | Cadena    | Personaje                                | Episodios       |
| ------------- | ---------------------------------- | --------- | ---------------------------------------- | --------------- |
| 2004          | Hospital Central                   | Telecinco | Carmen                                   | 1 episodio      |
| 2004          | El comisario                       | Telecinco | Pepa                                     | 1 episodio      |
| 2005          | Al filo de la ley                  | La 1      | Josefa                                   | 1 episodio      |
| 2005 - 2008   | Los Serrano                        | Telecinco | María Asunción "Choni" Martínez Carrasco | 66 episodios    |
| 2009 - 2015   | Águila Roja                        | La 1      | Catalina del Valle                       | 95 episodios    |
| 2013          | Niños robados                      | Telecinco | Concha                                   | 2 episodios     |
| 2014          | Con el culo al aire                | Antena 3  | Mónica                                   | 5 episodios     |
| 2016          | Lo que escondían sus ojos          | Telecinco | Carmen Polo                              | 4 episodios     |
| 2017          | El incidente                       | Antena 3  | Alicia Riquelme                          | 5 episodios     |
| 2017 - 2023   | Servir y proteger                  | La 1      | María López Capellán                     | 1.287 episodios |
| 2018          | BByC: Bodas, bautizos y comuniones | Telecinco | Carmen                                   | 1 episodio      |
| 2023          | La cazaː Guadiana                  | La 1      | Carmen Castillo                          | 7 episodios     |
| 2023-2024     | 4 estrellas                        | La 1      | Rosa Quintanilla García                  | 12 episodios    |
| 2025-presente | Sueños de libertad                 | Antena 3  | Manuela Díez                             | ¿? episodios    |

### Programas de televisión
| Año                                        | Título                 | Notas                         |
| ------------------------------------------ | ---------------------- | ----------------------------- |
| 2008 - 2009; 2011; 2014; 2016; 2021 - 2022 | Pasapalabra            | Invitada                      |
| 2011                                       | ¡Qué tiempo tan feliz! | Invitada                      |
| 2011                                       | El club de la comedia  | Invitada                      |
| 2017 - 2018                                | Tu cara me suena 6     | Concursante - 6.ª clasificada |
| 2021                                       | El cazador             | Invitada                      |

2024-presente La Cocina de Pepa La 7 región de Murcia Presentadora

### Cortometrajes
| Año  | Título                                    | Personaje | Dirección               |
| ---- | ----------------------------------------- | --------- | ----------------------- |
| 2004 | Las hormigas acuden puntuales a las citas | Pepa      | Tina Olivares           |
| 2010 | Señales                                   | Psicóloga | José Ángel Lázaro       |
| 2016 | Los pestiños de mamá                      | Rosa      | Marta Díaz de Lope Díaz |
| 2020 | Dama Blanca                               | Lola      | Elena Marcelo           |

## Teatro
- Pioneras (2013)

## Show musicales
| Año  | Título                                            | Lugar de estreno |
| ---- | ------------------------------------------------- | ---------------- |
| 2019 | Mujeres de Cine con la Orquesta Sinfónica SAMVO   | Onda, Castellón  |
| 2022 | Diez Mujeres de Cine con Ángel Valdegrama (Piano) | Murcia           |

## Discografía
| Año  | Título |
| ---- | --- |
| 2018 | Contigo Aprendí con Paco Arrojo Disco "Alto Voltaje" |
| 2020 | Mujeres de Cine con la Orquesta Sinfónica SAMVO |
| 2020 | Bolero a Murcia con Antonio Turro, Carlos Segura, Diego Martín, Funambulista, German Meoro, Joserra Soler, Miguel Bañón, Oché Cortés, Sara Zamora, Saray Melo y Óscar Ferrer |

## Premios
- En 2011 recibió el Premio a la "Mujer Murciana" otorgado por la Consejería de Política Social, Mujer e Inmigración de Murcia.[5]